# Bringing Back the Balls to Rock
«Bringing Back the Balls to Rock» es una canción de 2006 de la banda Lordi. Está compuesta y escrita por Tomi Putaansuu. La canción originalmente se publicó en el álbum The Arockalypse, que a excepción del prólogo, es la primera pista real del disco. La versión de radio tiene sólo 2 minutos y 58 segundos de duración.
Bringing Back the Balls to Rock fue nominada para el festival de eurovisión de 2006 en Finlandia, pero la segunda canción candidata, "Hard Rock Hallelujah" ganó el voto. En Mie Oon Lordi, Tomi Putaansuu dice que la canción Bringing Back the Balls to Rock era la mejor opción como canción de rock para ser representada.

## Créditos
- Mr. Lordi (vocalista)
- Amen (guitarrista)
- Kalma (bajista)[2]
- Kita (batería)
- Awa (teclista)